# Холарктик
Холарктик је биогеографски регион који обухвата већи део северне Земљине полулопте. Јужна граница овог региона пролази кроз северни део Мексика, Атлантски океан јужно од Зеленортских острва, северне делове Сахаре, исток Арабијског полуострва, Хималаје, јужне делове Кине, Филипинским морем јужно од Тајвана и Јапана, Тихим океаном северно од Хаваја. Често се дели на мање екозоне, Палеарктик и Неарктик, које обухватају области Холарктика у Старом, односно Новом свету.